# پیاده‌رو

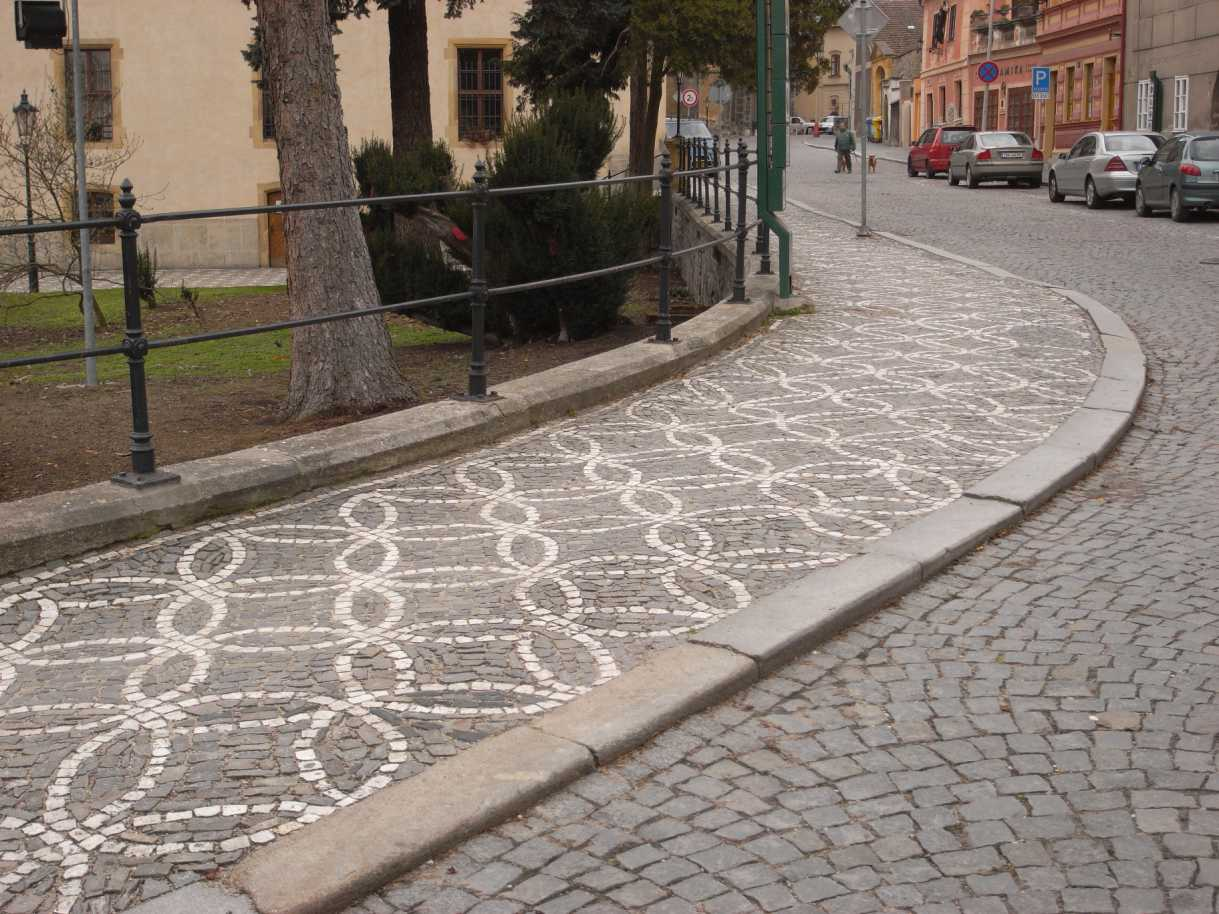
یک پیاده‌رو شهری در جمهوری چک

پیاده‌رو راهی است که در امتداد خیابان و برای عبور عابرین پیاده ساخته می‌شود. پیاده‌روها گونه ای از مسیرهای عابرین پیاده هستند. گاهی پیاده‌روها به وسیله جدول یا باغچه با پوشش گیاهی (درخت، چمن، شمشاد) از خیابان جدا می‌شوند. گاهی پیاده‌روها فقط یک راه هموار مناسب برای قدم زدن و کاملاً مستقل از خیابان هستند و مثلاً برای تردد عابرین در یک پارک ایجاد می‌شوند.

## وضعیت پیاده‌روها

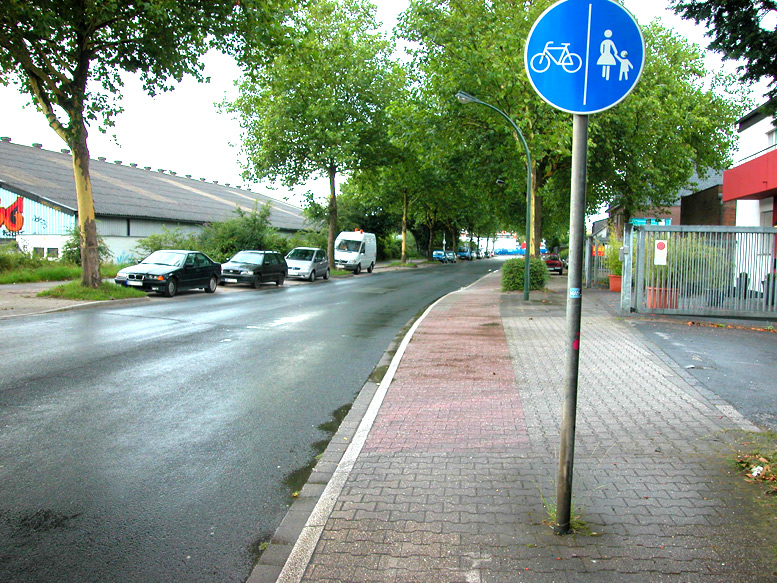
پیاده‌رو با تفکیک راه برای دوچرخه و عابر

پیاده‌روها باید یک استاندارد اساسی را دنبال کنند که متناسب با هدف ساخت آن‌ها این امکان را به همراه می‌آورند تا شهروند به معنای عام در کنار اصل حفاظت و ایمنی شخصی بتواند به عنوان عابر از فضای لازم برای عبور و مرور شهری استفاده کند. زیبایی پیاده‌رو از قبیل گل وگل کاری‌های کنار جدول‌ها هم در مرحله بعد در جهت دادن اعتماد بیشتر به شهروندان برای استفاده از پیاده‌رو به عنوان حق طبیعی آن‌ها دررفت‌وآمد بدون مزاحمت و ترس از عوامل بیرونی است. ظاهر زیبای پیاده‌روها در شهر باعث جذابیت آن شهر از لحاظ گردشگری و همین‌طور باعث ایجاد امنیت خاطر در عابران می‌شود.
معمولاً در کنار همه این‌ها برای عبور و مرور وسایل نقلیه موتوری سبک فواصل ایمن در مرزهای شلوغ و پر رفت‌وآمد در نظر گرفته می‌شوند که همراه با محدودیت سرعت برای تردد وسایل نقلیه سبک تا ممنوعیت تردد برای کامیون‌ها و وسایل نقلیه با سرو صدای زیاد و علاوه بر آن ایجاد مسیر تردد مجزا برای وسایط نقلیه بی موتور مانند دوچرخه است.
هنگام ساخت و ساز باید مسیرهای تردد عابران زیر حفاظ‌های محکم از محدوده ساخت و ساز و از تردد خیابانی مجزا شود تا دررفت‌وآمد عابران و دوچرخه سواران اختلال ایجاد نشود.
برای گذر از عرض خیابان‌ها در صورت استفاده از جدول ارتفاع جدول‌ها طوری است که برای همه گروه‌های سنی قابل استفاده باشد علاوه بر آن معمولاً یک حاشیه شیب دار با عرض لااقل نیم متر برای مثلاً گذر با چرخ ویلچر و از این دست وسایل در نظر گرفته می‌شود.
این مجموعه باید به‌طور دوره ای از طرف شهرداری‌ها برای بازسازی و روزانه با نظارت قانونی برای رعایت اصول اصلی مراقبت شود تا همواره با هماهنگی به کار ادامه دهد و هزینه نگهداری و بازسازی آن معمولاً از درآمدهای عمومی است؛ در کل می‌توان وضعیت پیاده‌روهای یک شهر را به عنوان یک شاخص از وضعیت تمدن در آنجا دانست.
برای نمونه گوشه ای از موارد استاندارد گفته شده که در کشور آلمان برای پیاده‌روها در نظر گرفته می‌شود اینجا می‌آوریم:
برای تفکیک پیاده‌رو از مرز شروع خیابان یک فاصله ایمن حداقل به اندازه نیم متر کنار پیاده‌روها تا خیابان در نظر گرفته می‌شود که در مهندسی ترافیک به آن حاشیه پیاده‌رو می‌گویند.
در اینجا نکاتی را که در سال ۲۰۰۲ میلادی از طرف انجمن تحقیقات در ترددهای خیابانی و ترافیک شهری انجام شده و با عنوان «پیشنهاد برای مکانهای تردد» باز می‌گوییم:
- حداقل عرض راه طوری است که برای دو عابری که با چتر بارانی باز شده با یکدیگر مقابل می‌شوند فضا برای عبور باشد.
- باید در نظر داشت که حدود ۴۶٪ از عابران چمدان به همراه دارند.
- سبقت افرادی که سریعتر گام برمی‌دارند از افراد آهسته‌تر ممکن باشد (بدون مزاحمت).
- حدود ۴۰٪ از مردم با یک همراه دیگر یا با یک گروه هستند.
- باید یک فاصله از دیواره‌ها در نظر گرفته شود.
- همین‌طور یک فاصله ایمن تا شروع تردد خیابانی لازم است که علائم راهنمایی و رانندگی و از این دست در محدوده این فضا قرار می‌گیرند.
- برای افرادی که از وسایل کمکی برای تردد بهره می‌گیرند در نزدیکی مثلاً خانه‌های سالمندان باید فاصله ایمن مناسب برای دو نفر که از مقابل می‌آیند در نظر گرفته شود.
- همین‌طور برای مکان‌های عمومی مثلاً مجتمع‌های مسکونی تردد دو نفر از مقابل هم با کالسکه بچه جز این موارد است.
- نقاط تردد همین‌طور باید برای جاهایی که توقف در آن‌ها مجاز در نظر گرفته می‌شود مانند مقابل تابلو اعلانات و از این دست فضای لازم را پیش‌بینی کند.

بنابر این می‌بینیم در هر نکته از این تحقیق که به عنوان پیشنهاد به مراجع ذیربط ارجاع شده تا چه حد و با چه اطمینانی به این حق شهروندی بارها ارجاع شده و نهایتاً جزیی‌ترین نکات برای هر گروه سنی یا هر دسته از عابران در نظر گرفته شده.

## وضعیت عمومی پیاده‌روهای کشور
در مورد پیاده‌روها داخل کشور نکاتی زیر مهم است:

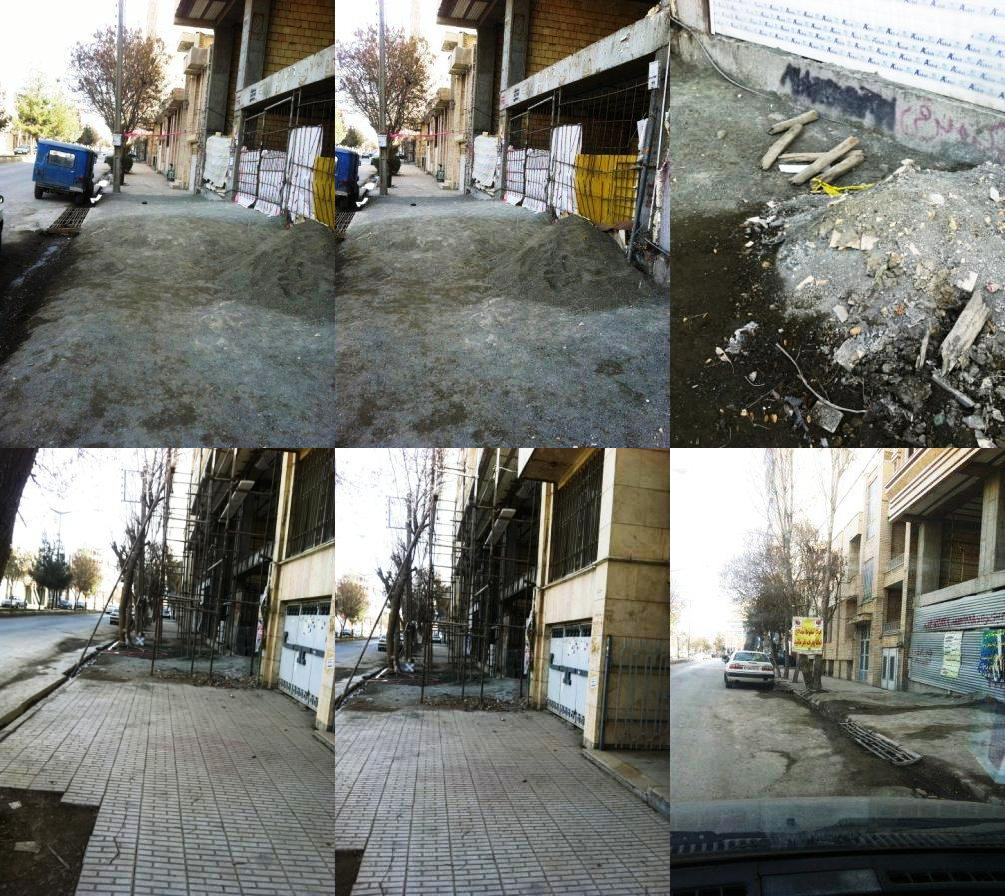
صحنه آشنا: در این سری عکسها وضع یکی از پیاده‌روهای شهری را می‌بینیم؛ عکسهای صحنه از بالا به پایین و چپ به راست در فاصله ۱۵۰ تا ۲۰۰ متر گرفته شده که عابر برای عبور از سه محدوده ساخت و ساز می‌گذرد البته برای عبور مجبور است از خیابان مجاور کمک بگیرد، در آخرین تصویر که مجری ساخت و ساز یک شرکت است در روی بنر زرد رنگ به خطر سقوط مصالح و ممانعت از پارک کردن خودروها اخطار کرده و البته معلوم نیست این ابتکار برای هشیار کردن مردم بوده یا دفع خودروهایی که گاه‌وبیگاه مزاحم تخلیه بار حامل تجهیزات ساختمانی هستند.

با توجه به سیاست‌های دولتهای قبلی و تعداد افراد متقاضی مسکن در ایران با رجوع به آمارها و با توجه به اینکه یکی از منابع کار آفرینی هم در کشور ساخت و ساز مجتمع‌های مسکونی در سال‌های اخیر است، یکی از چیزهایی که به‌طور کل در نظر گرفته نمی‌شود وجود عابرانی است که مجبورند برای لحظاتی از کنار این بناهای در حال ساخت تردد کنند. این در حالی است که برای صدور مجوز برای هر کدام از این بناها مالکان مجبور بوده‌اند مراحل سختی را چه از نظر قانونی و چه از نظر مالی پشت سر بگذارند. آنچه جای خالی آن حس می‌شود احترام به عابرانی است که به دلایلی که ذکر شد به سادگی حق آن‌ها نادیده گرفته می‌شود و همه این‌ها با تملک مالک و پول معاوضه شده با مراجع قانونی آن قابل توجیه است. می‌توان گفت مادامی که این دیدگاه وجود دارد نباید غیر از این نتیجه را انتظار داشت. در نهایت بعد از اتمام ساخت پیاده‌رو مقابل منزل هر کس بی‌توجه به اینکه یک قسمت از پیاده‌رو عمومی است همانگونه تعیین می‌شود که صاحب ملک هزینه کند و به این علت است که مثلاً موقع راه رفتن در سطح پیاده‌روها بعضاً اختلاف ارتفاع قابل لمسی را تا کسری از متر با همسایه مجاور می‌توان حس کرد. این حس تملک زمانی چنان قوی بود که بعضاً چندان راحت نبود که همسایه‌ها به عنوان عابر از مالک خانه درخواست کنند که خودروی شخصی اش را جای دیگری پارک کند.

## نگارخانه

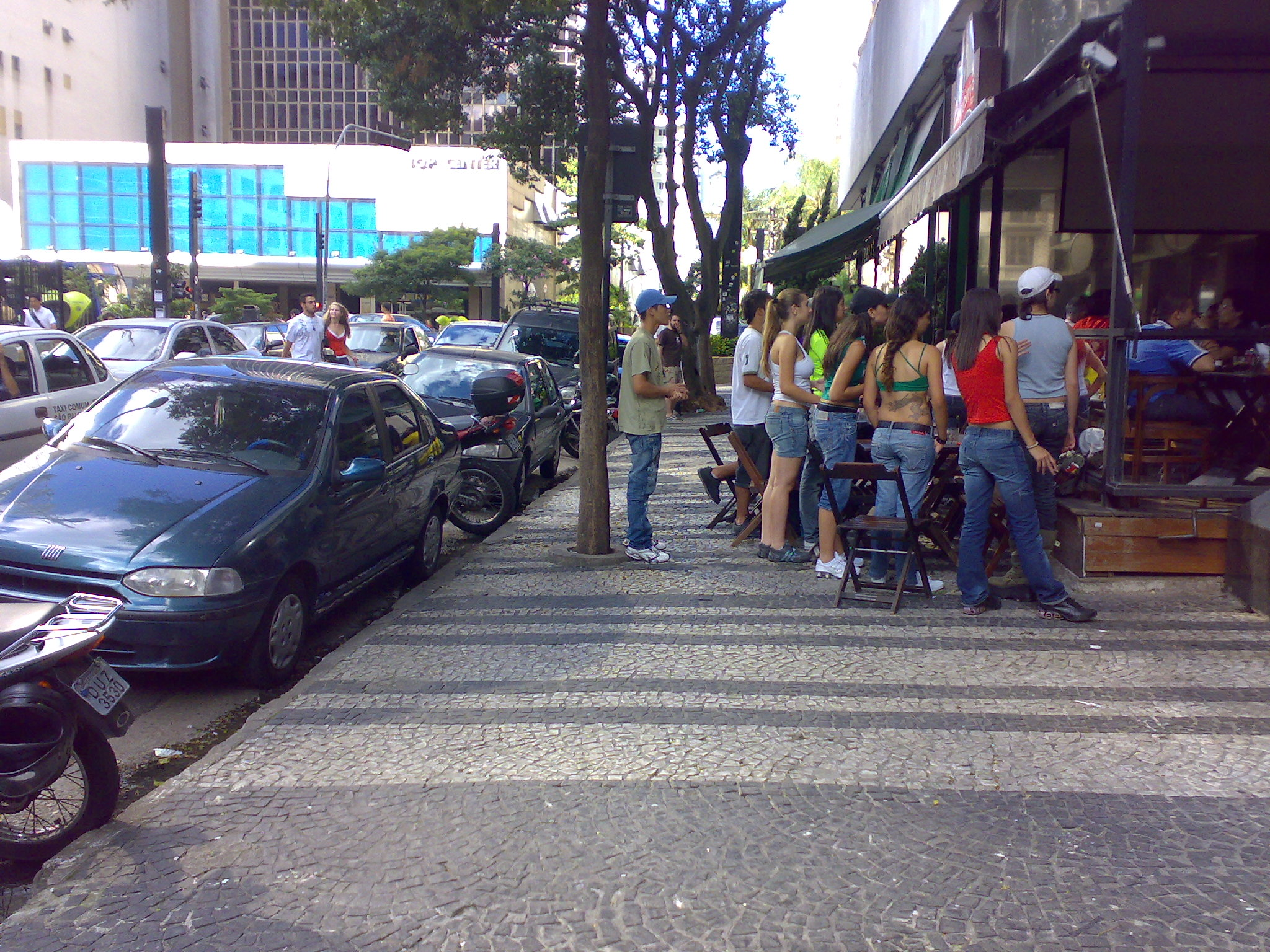
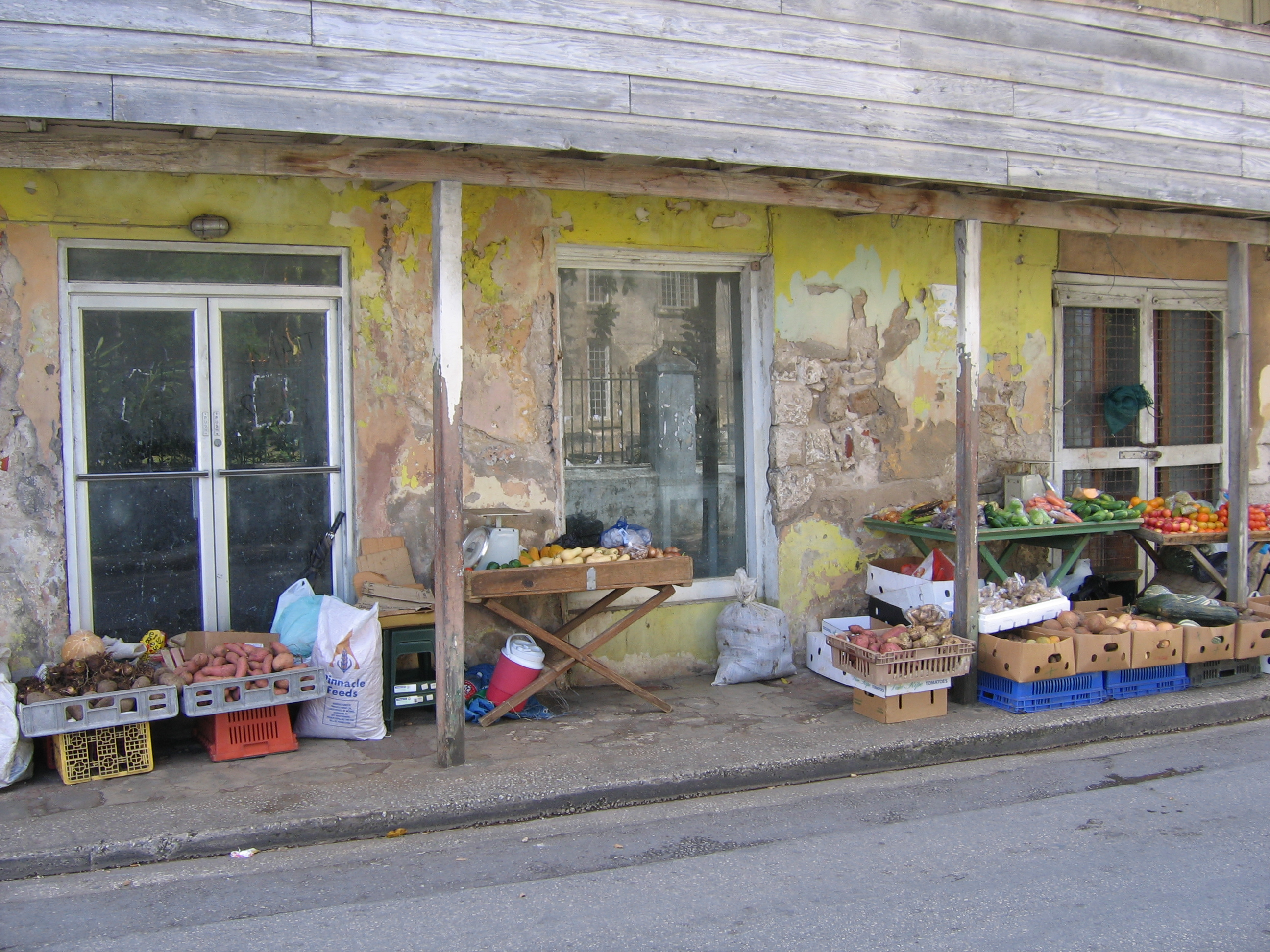
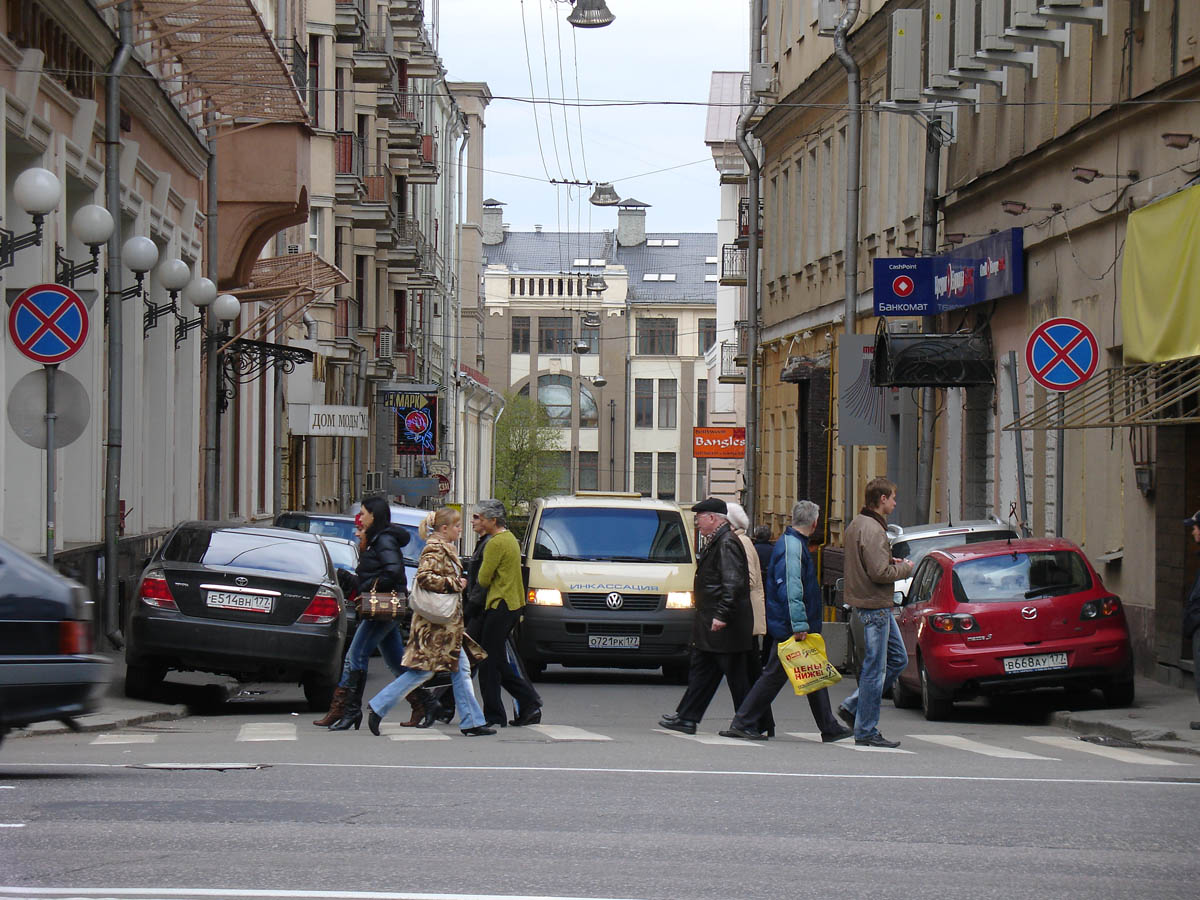
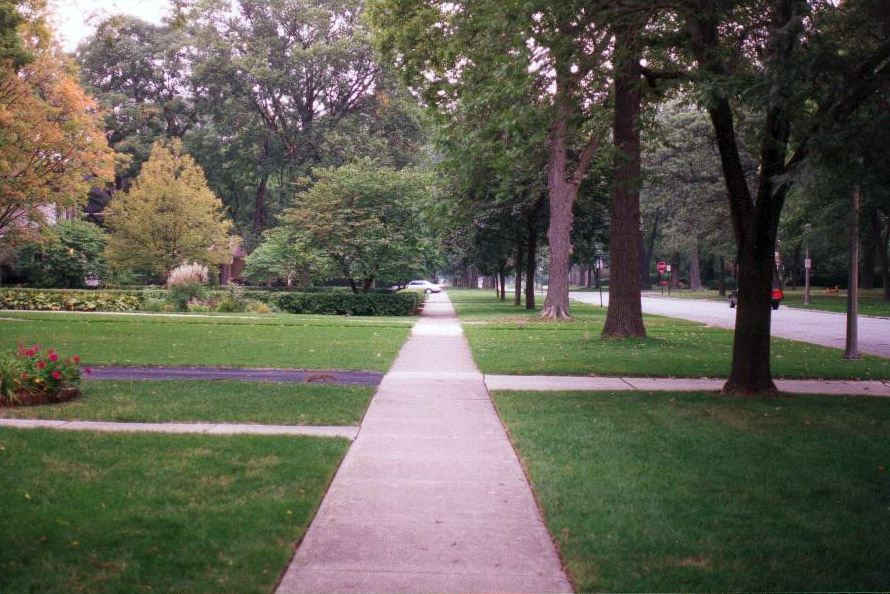
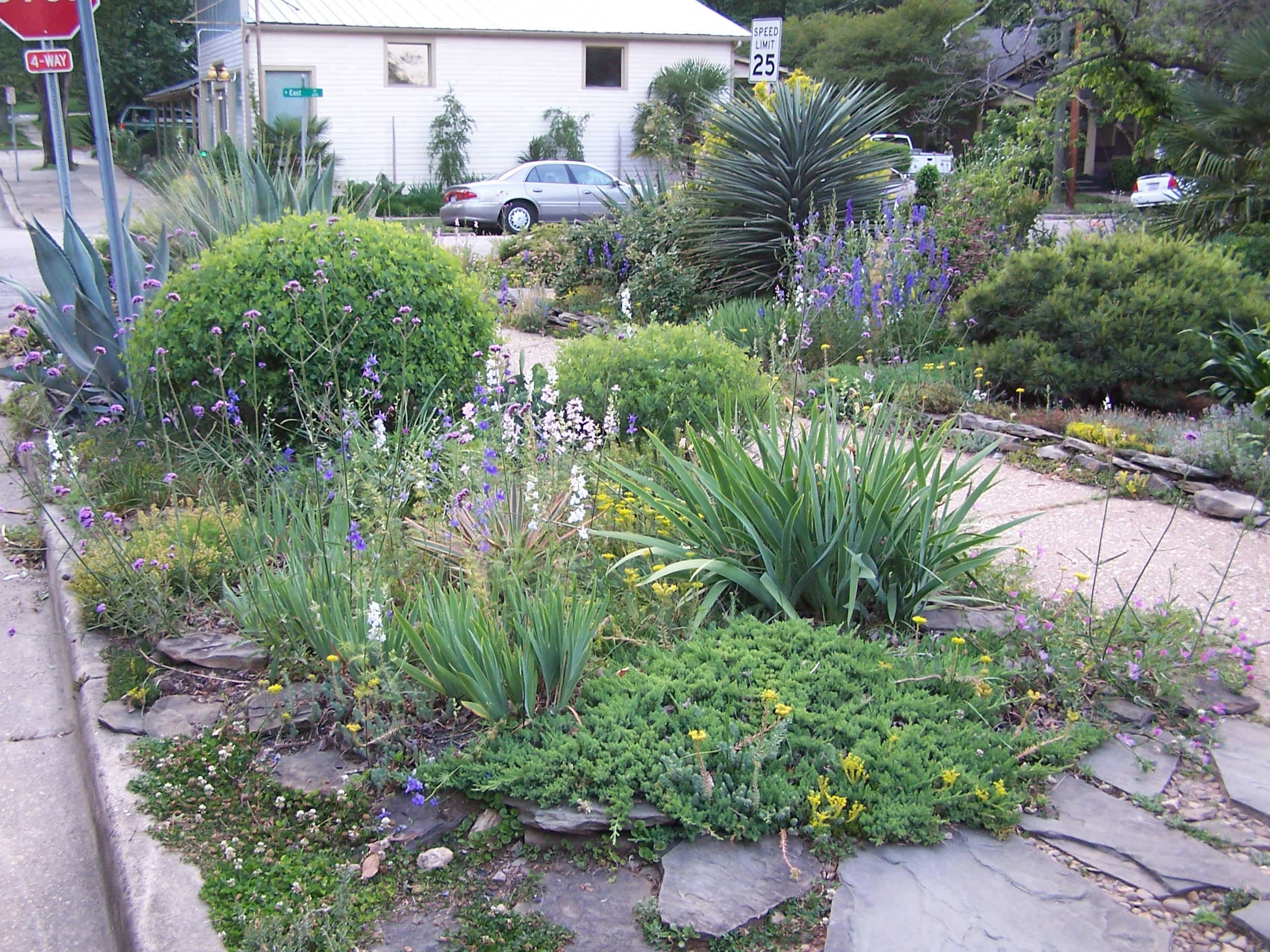